# 土星之旅
《土星之旅》（英語：Quantum Quest: A Cassini Space Odyssey）是一部2010年美國教育科幻冒險動畫片，由哈里·克洛爾和丹尼爾·聖皮爾執導，能令觀眾在太空中進行原子冒險。電影項目由美国国家航空航天局的喷气推进实验室發起，向外界展示卡西尼-惠更斯号土星任務的一連串發現。
電影配音陣容包括克里斯·潘恩、阿曼达·皮特、山繆·傑克森、海登·克里斯坦森、詹姆斯·厄爾·瓊斯、吳珊卓、威廉·夏特纳、馬克·漢米爾、道格·瓊斯、艾碧·貝絲琳、史賓塞·布雷斯林、罗伯特·皮卡多和布伦特·斯派尔。

## 製作
美國科學家哈里·克洛爾博士於1996年起開發《土星之旅》，比卡西尼-惠更斯号任務發射早一年。2007年，亞洲領先的3D動畫工作室之一的太極動畫公司承諾為該片融資並提供動畫。直到卡西尼-惠更斯號（耗資35億美元）達到目標並將其發現發回後，影片的實際製作才能開始。NASA於 2008 年 發布了提供部分雷達圖的最終圖像和雷達數據，使影片得以繼續製作。
總部位於台灣的太極動畫公司在兩大洲開展工作，與國際藝術家團隊一起承擔了台灣的整個動畫前期製作和製作任務，而克洛爾博士和他的Jupiter 9 Productions則集結了一流的配音演員，錄製了所有人聲配音，並與電影作曲家肖恩·克萊門特一起製作後期音效和音樂合集。電影由太極在亞洲發行和銷售版權，而在所有其他地區則由Jupiter 9 Productions負責。

## 外部連結
- 官方网站
- 互联网电影数据库（IMDb）上《土星之旅》的资料（英文）
- 爛番茄上《土星之旅》的資料（英文）